# Damat Ferid Paşa
Damat Ferid Paşa ou Damat Ferid Paxá (nome completo de nascimento: Mehmed Adil Derid) foi um estadista otomano que ocupou o cargo de grão-vizir duas vezes durante o reinado do último sultão otomano Mehmed VI Vahdeddin, sendo a primeira entre 4 de março de 1919 e 2 de outubro de 1919 e a segundo entre 5 de abril de 1920 e 21 de outubro de 1920.
Nasceu em 1853 em Istambul, filho de Seyyid Izzet Efendi, membro do Conselho de Estado Otomano (Şûrâ-yı Devlet), com raízes na vila de Potoci, próxima a Pljevlja, atualmente em Montenegro. Entrou no corpo diplomático do Império Otomano e ocupou diferentes postos em várias embaixadas como Paris, Berlim, São Petersburgo e Londres. Casou-se com uma irmã do sultão Abdul Mejide II, passando assim a ostentar o título de damat, dado aos maridos de princesas otomanas. Assim como seu pai, tornou-se membro do Conselho de Estado em 1884.
Seu primeiro governo coincidiu com a ocupação de Esmirna pelo exército grego. Deixou as funções em 30 de setembro de 1919, porém, após dois curtos ministérios, do de Ali Rıza Paşa e Hulusi Salih Paşa, o sultão reve de chamá-lo novamente para formar um novo governo em 5 de abril de 1920 e permaneceu como grão-vizir até 17 de outubro de 1920, liderando dois governos nesse período.
Seu segundo governo coincidiu com o fechamento do parlamento otomano sob a pressão das forças de ocupação francesas e britânicas. Com outros quatro plenipotenciários, assinou o Tratado de Sèvres, desastroso para o Império Otomano, o que causou uma reação tumultuosa contra sua pessoa e começou a tornar-se hostil para o novo movimento nacionalista liderado por Mustafa Kemal Paşa.